# Anästhesietechnischer Assistent
Anästhesietechnischer Assistent (ATA) ist ein dreijähriger Ausbildungsberuf in Deutschland. Seit dem 1. Januar 2022 ist der Beruf staatlich anerkannt.
Das Berufsbild ist als Alternative zur grundständigen Ausbildung zum Gesundheits- und Krankenpfleger mit Fachweiterbildung für die Anästhesiepflege konzipiert. Im Unterschied zu dieser umfasst die ATA-Ausbildung jedoch keine Qualifizierung für die Krankenpflege; der Einsatz auf Normalstationen bzw. Intensivstationen von Krankenhäusern ist nicht beziehungsweise nur im Rahmen der Ausbildung vorgesehen.
Weitere verwandte Berufe sind der Operationstechnische Assistent (OTA), Chirurgisch-Technischer Assistent (CTA)

## Geschichte
Die Geschichte der Ausbildung ATA resultiert aus den Ausbildungsplatzkürzungen in der Krankenpflege in den achtziger und neunziger Jahren, geringer werdenden Bewerbungen für eine Krankenpflegeausbildung und der Veränderung während der Krankenpflegeausbildung, die Anästhesieabteilung nur sehr selten kennenzulernen. Aus dem daraus resultierenden Fachkräftemangel wurde, um weiterhin eine qualifizierte Arbeit in der Anästhesie gewährleisten zu können, der Gedanke an eine anästhesiespezifische Ausbildung unabhängig von der Krankenpflegeausbildung geboren. Es entstand zunächst das Pilotprojekt der ATA-Ausbildung nach den Ausbildungsrichtlinien der ATA-Schule am Klinikum der Johann Wolfgang Goethe-Universität Frankfurt am Main. Die erste Schule, die diesen Schritt praktisch vollzog, war das Martin-Luther-Universitätsklinikum in Halle-Wittenberg. Schon im darauffolgenden Jahr eröffnete das Klinikum der Johann Wolfgang Goethe-Universität Frankfurt am Main den ersten ATA-Lehrgang. Das Pilotprojekt hat sich bis heute immer weiter etabliert.

### Deutscher Berufsverband Anästhesietechnischer & Operationstechnischer Assistenz
Am 29. März 2014 wurde der Deutsche Berufsverband für Operationstechnische Assistentinnen und Assistenten (DBOTA) gegründet. Am 24. August 2019 wurde dann durch eine Initiative der Mitglieder auch die Aufnahme von Anästhesietechnischen Assistentinnen und Assistenten angestrebt und auf der Mitgliederversammlung beschlossen. Am 23. Januar 2021 erfolgte die Umbenennung des Verbands in Deutscher Berufsverband Anästhesietechnischer & Operationstechnischer Assistenz. Er vertritt nun die berufspolitischen Interessen beider Berufsgruppen.

### DBVSA
Die Bundesarbeitsgemeinschaft ATA (BAG ATA) wurde in Abstimmung und Zusammenarbeit mit der Deutschen Krankenhausgesellschaft (DKG) am 25. Mai 2005 als Zusammenschluss der (potenziellen) ATA-Schulen in Frankfurt am Main gegründet. Die Initiative achtete auf die Einhaltung der normativen Grundlagen der Ausbildung sowie auf die Ausbildungsinhalte und bemühte sich mit der DKG um die staatliche Anerkennung sowie um Festlegung von Qualitätsnormen und Standards. Im Jahr 2016 ging aus der BAG ATA der Deutsche Bundesverband der Schulen für Anästhesietechnische Assistentinnen und Assistenten (DBVSA e.V.) hervor. Ziele des Engagements des DBVSA e.V. sind die Vereinheitlichung und Weiterentwicklung der Ausbildung der ATA, sowie der Austausch mit anderen Interessenvertretungen. Im Jahr 2020 vertrat der Verband bundesweit 32 ausbildende Einrichtungen.

### DKG
Die Deutsche Krankenhausgesellschaft (DKG) veröffentlichte 2011 eine erste „Empfehlung zur Ausbildung und Prüfung von Operationstechnischen und Anästhesietechnischen Assistentinnen/Assistenten“ (OTA/ATA). Sie umfasst u. a. Anforderungen an den Bewerber, Vorgaben zur praktischen und theoretischen Ausbildung, Anforderungen an Schule und Personal und Struktur von Prüfungen. Ende 2013 wurde diese Ausbildungempfehlung novelliert und trat zum 1. Januar 2014 in Kraft.
Solange keine bundesweite oder landesweite Regelung der Ausbildung bestand, nahm die DKG die Anerkennung von Ausbildungseinrichtungen nach dieser Empfehlung vor.

### Bundesregelung
Ein auf Bundesebene durch das Bundesministerium für Gesundheit eingerichtetes Expertengremium befasste sich mit der Ausgestaltung der Berufsbilder OTA und ATA und deren Finanzierung.
Auf Antrag des Saarlandes versucht man, die Ergebnisse dieser Expertengruppe mit an ein Gesetzgebungsverfahren über den Beruf des OTA beim Deutschen Bundestag zu koppeln.
Der Bundesrat hat in seiner 921. Sitzung am 11. April 2014 den Entwurf dieses Gesetzes beschlossen.

## Tätigkeiten
Anästhesietechnische Assistenten üben einige der Tätigkeiten aus, die auch zum Bereich der Fachpflege in der Anästhesie gehören, wie z. B.:
- Überwachung der Patienten vor, während und nach der Anästhesie / Monitoring
- Vorbereitung, Assistenz und Nachbereitung bei Anästhesien und Schmerztherapien
- Versorgung von Traumapatienten im Schockraum
- Rasches, zielgerichtetes Handeln bei Reanimation und Krisensituationen
- Transport intensivpflichtiger Patienten

## Ausbildung
Für die Ausbildung zum Anästhesietechnischen Assistenten wird in Deutschland der mittlere Bildungsabschluss oder der Hauptschulabschluss mit a) erfolgreich abgeschlossener Berufsausbildung oder b) einjähriger Ausbildung zum Krankenpflegehelfer/Altenpflegehelfer vorausgesetzt. Außerdem muss die gesundheitliche Eignung durch den Betriebsarzt des jeweiligen Krankenhauses festgestellt werden. Bei Bewerbern unter 18 Jahren muss vor Ausbildungsbeginn eine ärztliche Bescheinigung über die Erstuntersuchung nach § 32 des Jugendarbeitsschutzgesetzes vorliegen.
Die Ausbildung umfasst insgesamt 4.600 Stunden, die in Vollzeitform (drei Jahre) oder Teilzeitform (fünf Jahre) zu erbringen sind. Der theoretische Teil (1.600 Std.) findet in einer Berufsfachschule als Blockunterricht statt. Dabei werden Anästhesie und Intensivmedizin, Anatomie und Physiologie, Arzneimittellehre, Berufs-, Gesetzes- und Staatsbürgerkunde, Physik, Chemie, Mikrobiologie, Krankenhausbetriebslehre, Psychologie/Soziologie/Sozialmedizin, Radiologie und Strahlenschutz, Lehr- und Lernmethodik, Erste Hilfe, Reanimation sowie Hygiene unterrichtet.
Obligatorische Praxiseinsätze während der Ausbildung umfassen die Abdominalchirurgie, die Traumatologie/Orthopädie, die Gynäkologie/Kreißsaal und die Urologie. Zusätzlich müssen mindestens drei Einsätze in den folgenden Wahlfachgebieten absolviert werden: Neurochirurgie, HNO, Gefäßchirurgie, Kieferchirurgie, Augenchirurgie, Herzchirurgie u./o. Thoraxchirurgie, Plastische Chirurgie und Anästhesie bei Kindern.
Weitere Pflicht-Einsatzgebiete sind die Chirurgische Pflegestation/Intensivstation, Ambulanzen/Notaufnahme, der Operationsdienst, die Zentralsterilisation, Schmerzambulanz, Endoskopie, das Ambulante Operieren und der Aufwachraum.
Die Ausbildung endet mit einer staatlichen Abschlussprüfung, die aus einem praktischen (mindestens fünf und höchstens sechs Stunden), einem schriftlichen (drei Aufsichtsarbeiten à 120 Minuten) und einem mündlichen Teil (mindestens 30 Minuten und höchstens 45 Minuten) besteht.

## Einsatzgebiete
Mögliche Einsatzgebiete von examinierten ATA sind Anästhesie, Aufwachraum, Schmerzambulanz, Prämedikationsambulanz, Endoskopie, Notaufnahme, Ambulanzen, Facharztpraxen, Sterilisation. Spezialisierte Aufgaben und Weiterbildungsmöglichkeiten gibt es z. B. zum Gerätebeauftragten, Hygienebeauftragten, Qualitätsmanagementbeauftragten, zu Leitungspositionen im OP- und Anästhesiebereich oder OP-Management.

## Kritik
Außer dem Deutschen Ärztetag 2008 haben auch der Berufsverband Deutscher Anästhesisten und die Deutsche Gesellschaft für Anästhesiologie und Intensivmedizin in Stellungnahmen davor gewarnt, „den dem Patienten geschuldeten Facharztstandard zu unterschreiten“ oder mit dem neuen Fachpersonal gar „routinemäßige“ Parallelnarkosen (ein Anästhesist betreut gleichzeitig mehrere narkotisierte Patienten) einzuführen. Auch unter der Voraussetzung, dass Parallelnarkosen rechtlich zulässig und qualitätsgesichert durchgeführt werden, verbleibt ein erhebliches Restrisiko und damit für den Krankenhausträger Schadenshaftung. Die Dienstleistungsgewerkschaft ver.di bemängelte den hohen Spezialisierungsgrad des ATA im Vergleich zu anästhesiologischen Fachpflegekräften, wodurch er in der Praxis nur Arzttätigkeiten übernehmen könne.